# Harry Potter 20th Anniversary: Return to Hogwarts
Harry Potter 20th Anniversary: Return to Hogwarts is een documentaire gemaakt door Warner Bros. Het is een toevoeging aan de Harry Potter-filmreeks, en ter gelegenheid van het 20-jarige bestaan van de filmreeks. Hij verscheen op 1 januari 2022 en is exclusief te zien op de streamingdienst HBO Max. In deze documentaire wordt een groot deel van de cast en crew herenigd. 

## Inhoud
Een groot deel van de cast en de crew is herenigd. De opnames vonden plaats in Warner Bros. Studio Tour in Londen. Er zijn onder andere gesprekken te zien tussen hoofdrolspelers Daniel Radcliffe, Emma Watson en Rupert Grint, maar ook tussen Tom Felton, Matthew Lewis en Alfred Enoch. Ook zijn er aparte interviews met de acteurs die hun eigen verhalen vertellen. Er worden ook archiefbeelden getoond van de opnames en van wat er achter de schermen gebeurde bij het maken van de films. De gesprekken vinden plaats op verschillende herkenbare sets uit de films, onder andere de Grote Zaal, het kantoor van Albus Perkamentus en de 'huiskamer' van Griffoendor.   
De voice-over die tussen de hoofdstukken in de film te horen is, wordt gedaan door Stephen Fry

## Aanwezige cast en crew
| Acteur                             | Rol in films                              |
| ---------------------------------- | ----------------------------------------- |
| Daniel Radcliffe                   | Harry Potter                              |
| Emma Watson                        | Hermoine Granger                          |
| Rupert Grint                       | Ronald Weasley                            |
| Tom Felton                         | Draco Malfoy                              |
| Robbie Coltrane                    | Rubeus Hagrid                             |
| Helena Bonham Carter               | Bellatrix Lestrange                       |
| Ralph Fiennes                      | Lord Voldemort                            |
| Jason Isaacs                       | Lucius Malfoy                             |
| Gary Oldman                        | Sirius Black                              |
| Imelda Staunton                    | Dolores Umbridge                          |
| James Phelps                       | Fred Weasley                              |
| Oliver Phelps                      | George Weasley                            |
| Mark Williams                      | Arthur Weasley                            |
| Bonnie Wright                      | Ginny Weasley                             |
| Alfred Enoch                       | Dean Thomas                               |
| Ian Hart                           | Quirinus Quirrell                         |
| Toby Jones                         | Dobby (stem)                              |
| Matthew Lewis                      | Neville Longbottom                        |
| Evanna Lynch                       | Luna Lovegood                             |
| Richard Harris (archiefbeelden)    | Albus Dumbledore (t/m Chamber Of Secrets) |
| Alan Rickman (archiefbeelden)      | Severus Snape                             |
| Helen McCrory (archiefbeelden)     | Narcissa Malfoy                           |
| John Hurt (archiefbeelden)         | Garrick Ollivander                        |
| Richard Griffiths (archiefbeelden) | Vernon Dursley                            |

Van Alan Rickman, Helen McCrory, John Hurt, Richard Griffiths en Richard Harris zijn alleen archiefbeelden te zien, vanwege hun overlijden.
| Persoon                       | Functie |
| ----------------------------- | --- |
| David Heyman                  | Producent van de hele Harry Potter-reeks |
| Chris Columbus                | Regisseur van Harry Potter and the Philosopher's Stone Regisseur van Harry Potter and the Chamber of Secrets Producent van Harry Potter and the Prisoner of Azkaban |
| Alfonso Cuarón                | Regisseur van Harry Potter and the Prisoner of Azkaban |
| Mike Newell                   | Regisseur van Harry Potter and the Goblet of Fire |
| David Yates                   | Regisseur van Harry Potter and the Order of the Phoenix Regisseur van Harry Potter and the Half-Blood Prince Regisseur van Harry Potter and the Deathly Hallows Part 1 Regisseur van Harry Potter and the Deathly Hallows Part 2 Regisseur van de Fantastic Beasts-reeks |
| J.K. Rowling (archiefbeelden) | Schrijfster van alle Harry Potter boeken |

## Productie
In november 2021 maakte Warner Bros. bekend dat Return to Hogwarts binnenkort zal verschijnen, waarin een groot deel van de cast en crew herenigd zal zijn en ze verhalen zullen vertellen over hun ervaringen tijdens de opnames van de films. Net als de oorspronkelijke filmreeks, wordt deze film ook geproduceerd door Warner Bros., in samenwerking met Warner Horizon en met Casey Patterson als regisseur. 
Van J.K. Rowling zijn er voor deze film geen nieuwe opnames gemaakt. Dit komt door kritiek van de acteurs op transfobe uitspraken van Rowling in 2019. Ze is in de film nog geen 30 seconden in archiefbeelden te zien. Ze wordt wel een paar keer kort genoemd bij de interviews van de acteurs.

### Opnamelocatie
De film is in zijn geheel opgenomen in de Warner Bros Studio Tour - The Making of Harry Potter in Londen. De verschillende sets die in de filmreeks zijn gebruikt, zijn in deze film ook gebruikt.

### Correcties
In de eerste versie van de film was er een beeldfragment te zien van een jonge Emma Roberts, maar dit was bedoeld als beeldfragment van de jonge Emma Watson. Ook zijn de namen van acteurs James Phelps en Oliver Phelps per ongeluk omgewisseld. Hoewel dit als humor vaak in de films gebeurt, omdat het een tweeling is, was het nu niet de bedoeling. Deze fouten zijn inmiddels gecorrigeerd en er is een nieuwe versie van de film. 